# 青磁 (たばこ)

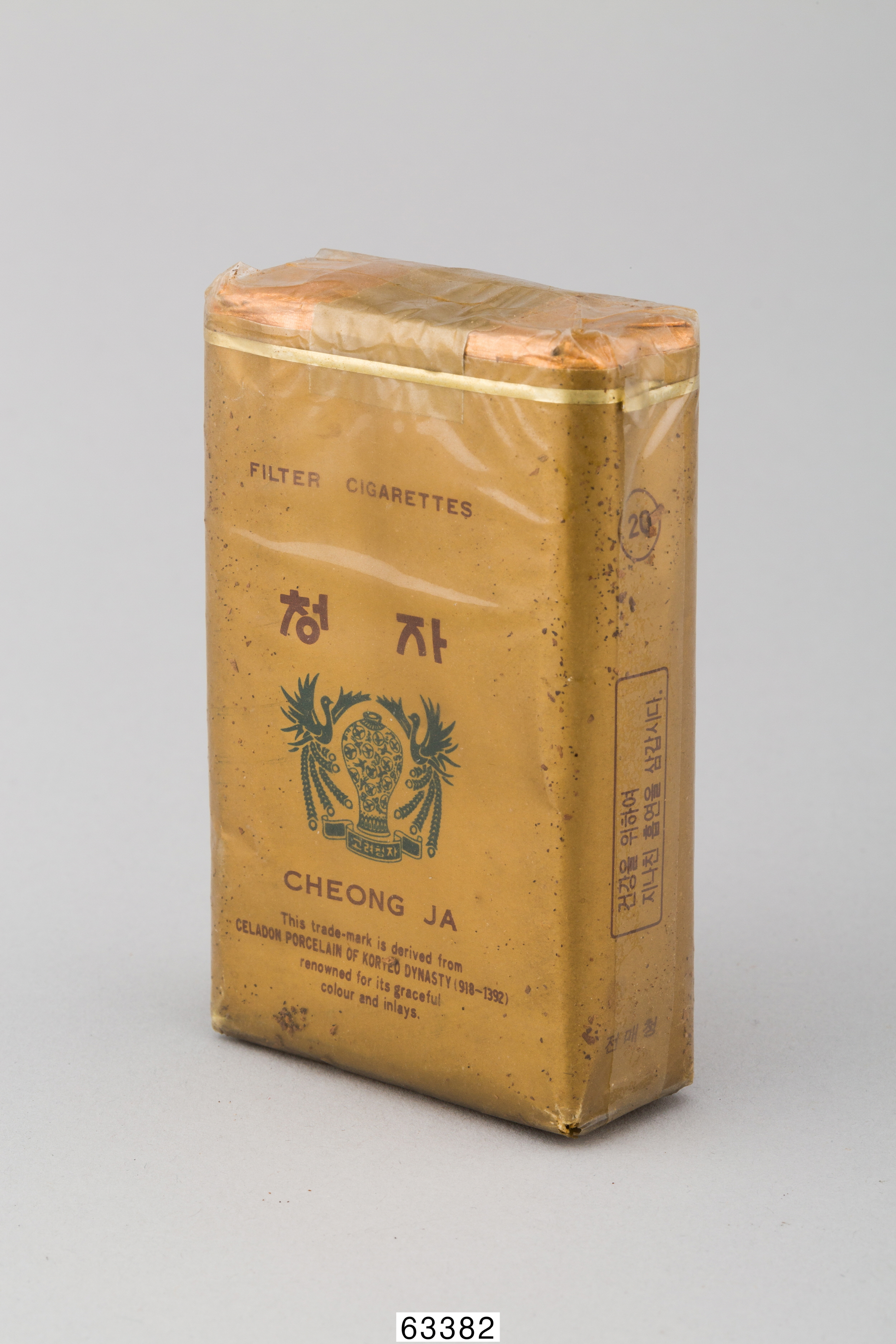
パッケージ

青磁（チョンジャ、朝鮮語: 청자/靑瓷·靑磁）は、韓国の専売庁（現・KT&G）が販売していたたばこの銘柄の一つ。
1969年発売。当初は韓国初の高級な銘柄として知られ、1970年代には『青磁を吸う男には先も見ず（見合いもせず）嫁に行け』、『歌はチュジャ、たばこは青磁（あるいは、『たばこは青磁、歌はチュジャ』）』という言葉が出回った。また、当初はタール33mg/ニコチン2.7mgという高タールな製品であったが、のちにタール20mg/ニコチン1.4mgとなった。1998年に終売。
| 規格 | 数量 | 発売日 | 販売     | 備考                     |
| 青磁 | 不明 | 1969年 | 大韓民国 | タール20mg/ニコチン1.4mg |